# Rosso Corsa
Rosso Corsa, italienisch rosso, „rot“, und corsa, „Rennen“, ist ein für Fahrzeuglackierungen im Motorsport verwendeter roter Farbton. Er wird traditionell von italienischen Teams verwendet.

## Bedeutung der Farbe
Hervorzuheben ist, dass das Rosso Corsa in seiner traditionellen Verwendung keinen Bezug zur Nationalität des Fahrzeugherstellers oder des Fahrers aufweist, sondern lediglich zur Nationalität des Teams, welches das Fahrzeug einsetzt. Beispiele für Fahrzeuge aus italienischer Produktion, die in den Farben anderer Nationen antraten:
- Beim Großen Preis von Belgien 1961 belegte der Lokalmatador Olivier Gendebien den vierten Platz auf einem Ferrari 156. Das Fahrzeug war gelb lackiert und verwies damit auf die belgische Nationalität des Fahrzeugbesitzers Gendebien, der als Privatfahrer antrat.

- Der Brite John Surtees bestritt die beiden letzten Läufe zur Formel-1-Weltmeisterschaft 1964 auf einem Ferrari 158, der in Weiß mit blauen Längsstreifen – der typischen Farbgebung für US-amerikanische Teams – lackiert war. Eingesetzt wurde Surtees’ Wagen vom amerikanischen NART-Team.

In jüngerer Zeit wird Rosso Corsa überwiegend mit der Marke Ferrari assoziiert bzw. auf seine Eigenschaft als deren Markenfarbe reduziert. Dieses Missverständnis beruht unter anderem darauf, dass im Laufe der Zeit fast alle Rennställe in der Formel 1 die Farbgebung ihrer Wagen komplett den Anforderungen des jeweiligen Hauptsponsors unterwarfen und somit nicht mehr in nationaltypischen Farben antreten. Die Scuderia Ferrari hingegen hielt über Jahrzehnte am Rosso Corsa fest, fuhr zunächst ohne erkennbaren Hauptsponsor und später mit solchen, deren Farbschema mit dem dominierenden Rot kompatibel ist (Marlboro, Santander).

## Farbgebung bei Rennwagen aus unterschiedlichen Epochen und Klassen

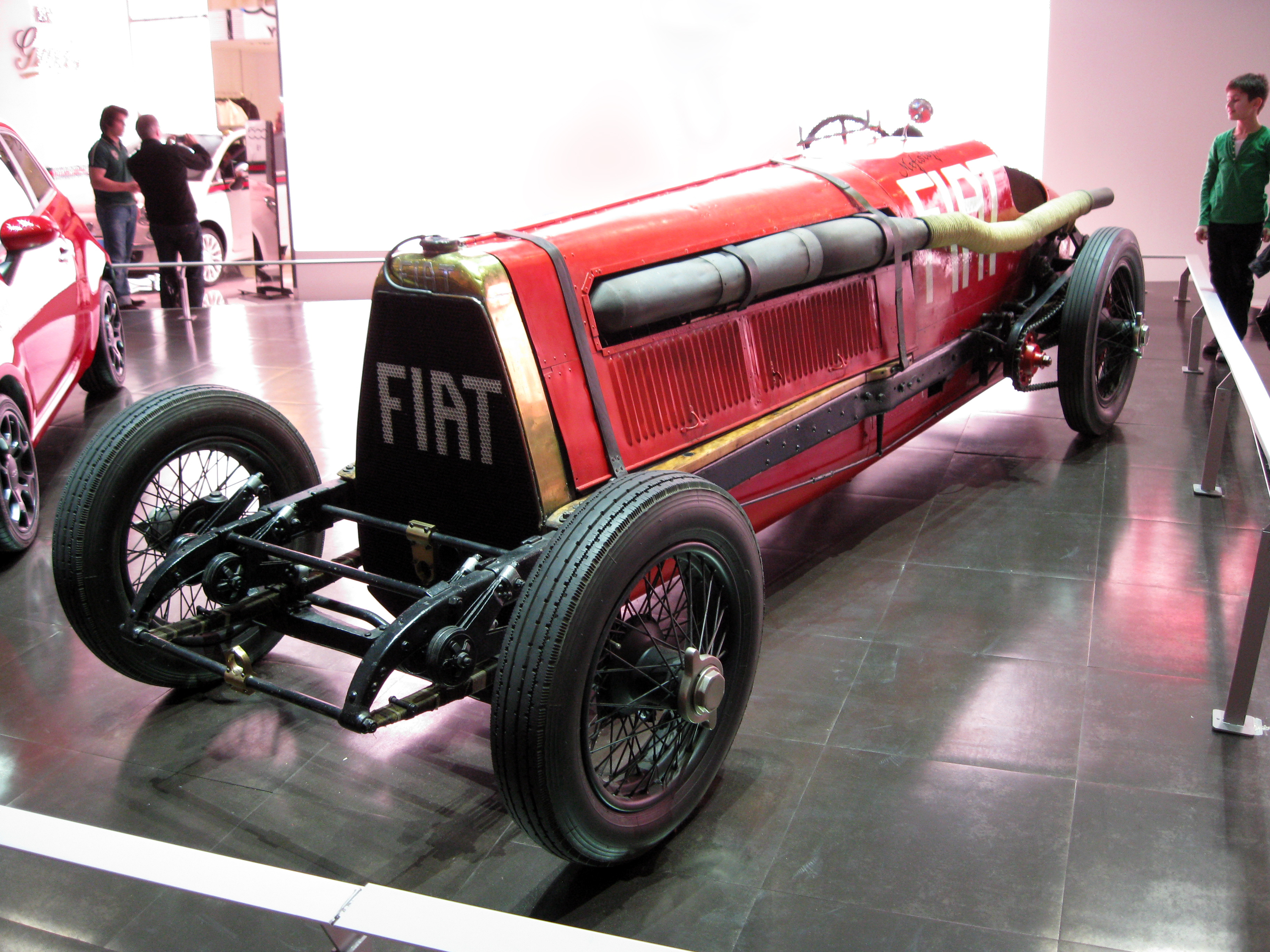
1923: Fiat Mefistofele, Weltrekordfahrzeug
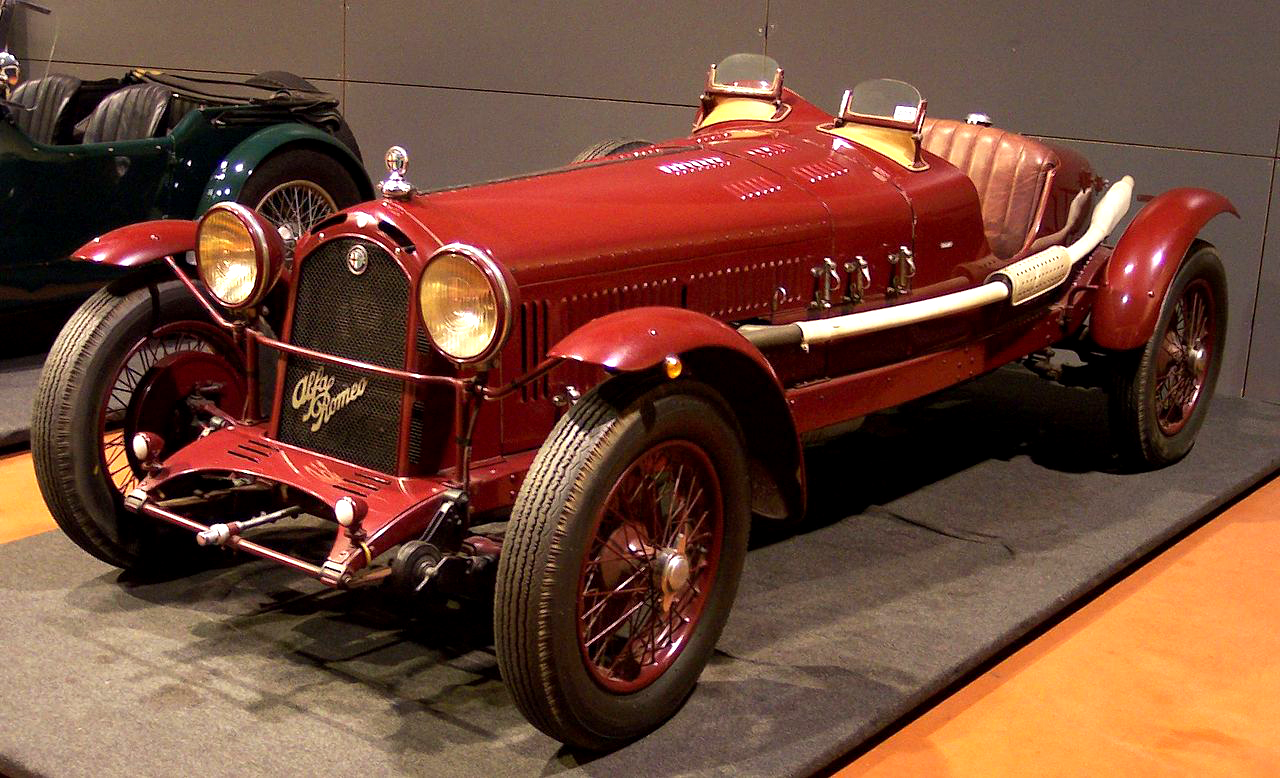
1929: Alfa Romeo Super Sport
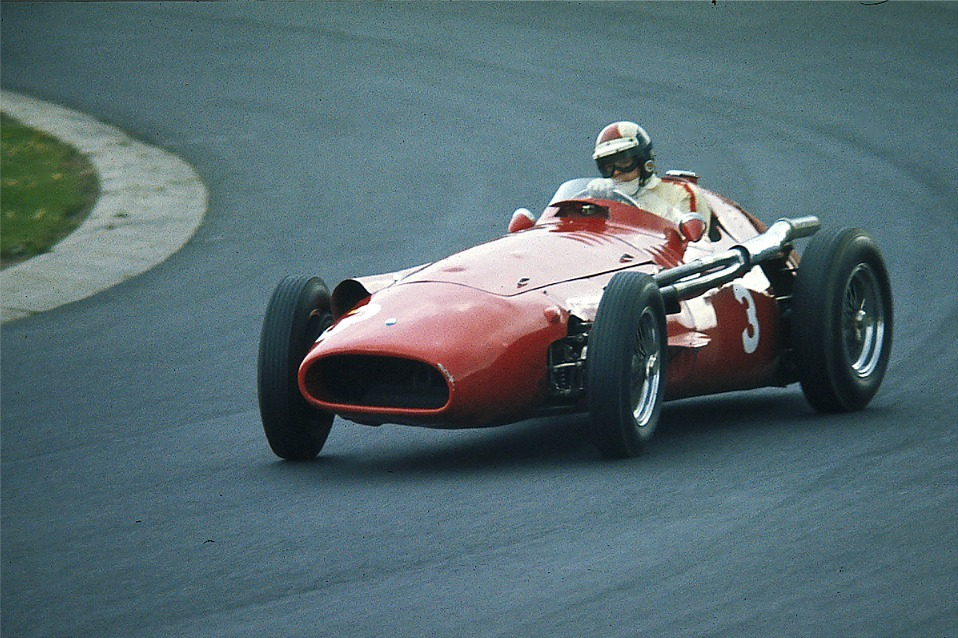
1957: Maserati 250F, Formel 1
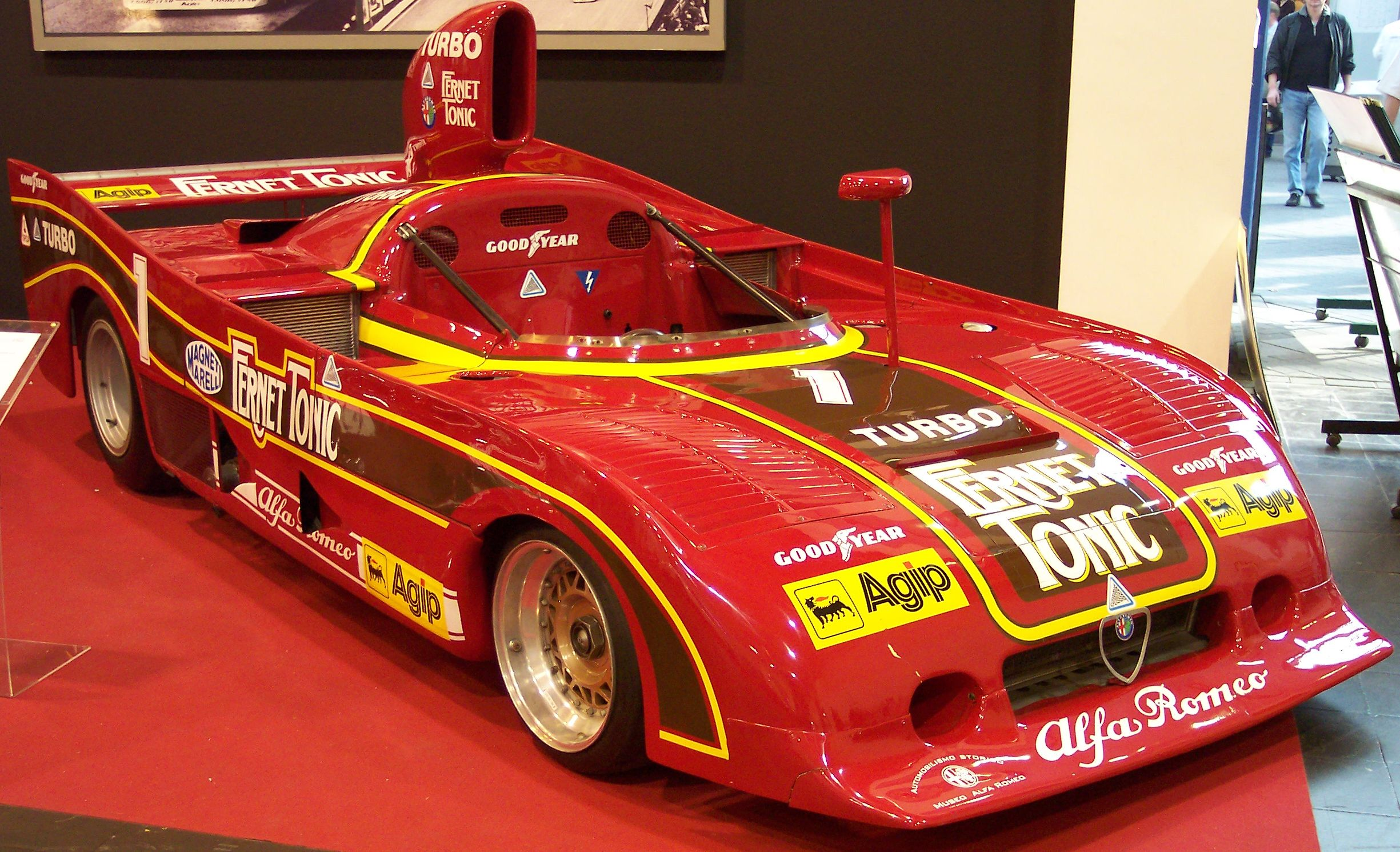
1977: Alfa Romeo Tipo 33, Gruppe 6
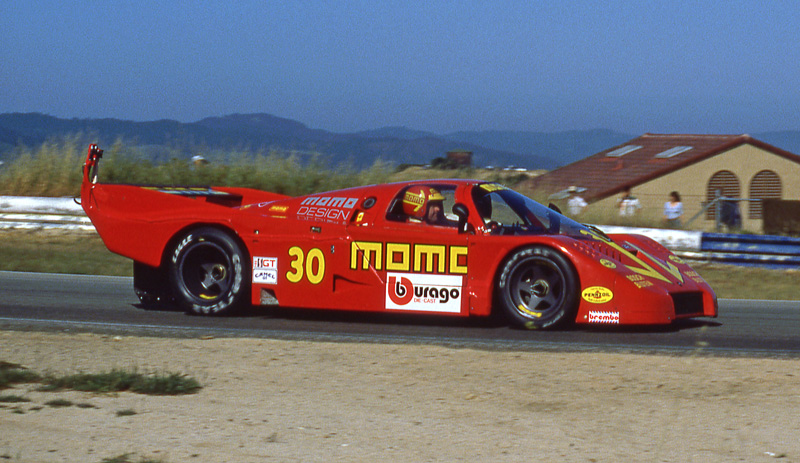
1984: Alba AR3, Gruppe C2
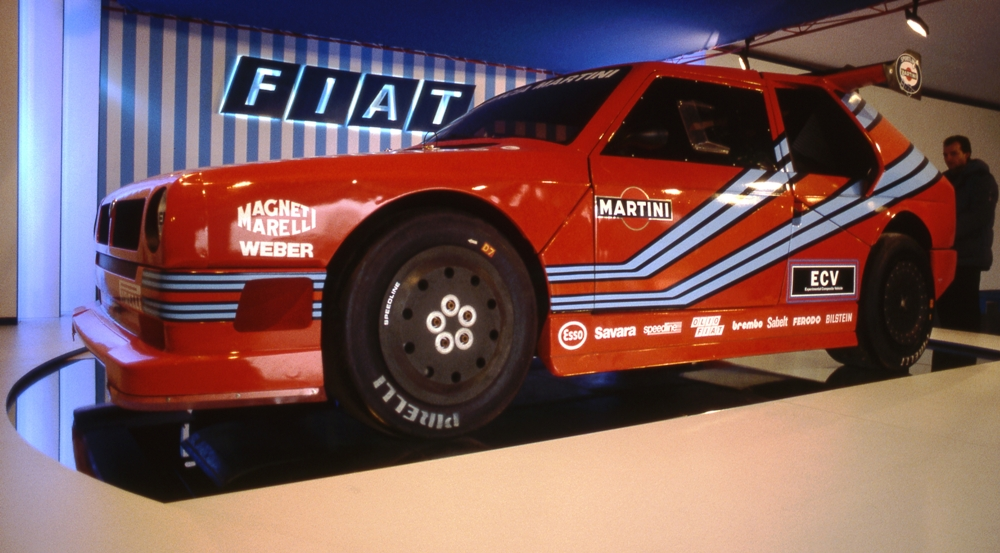
1986: Lancia ECV, Gruppe S
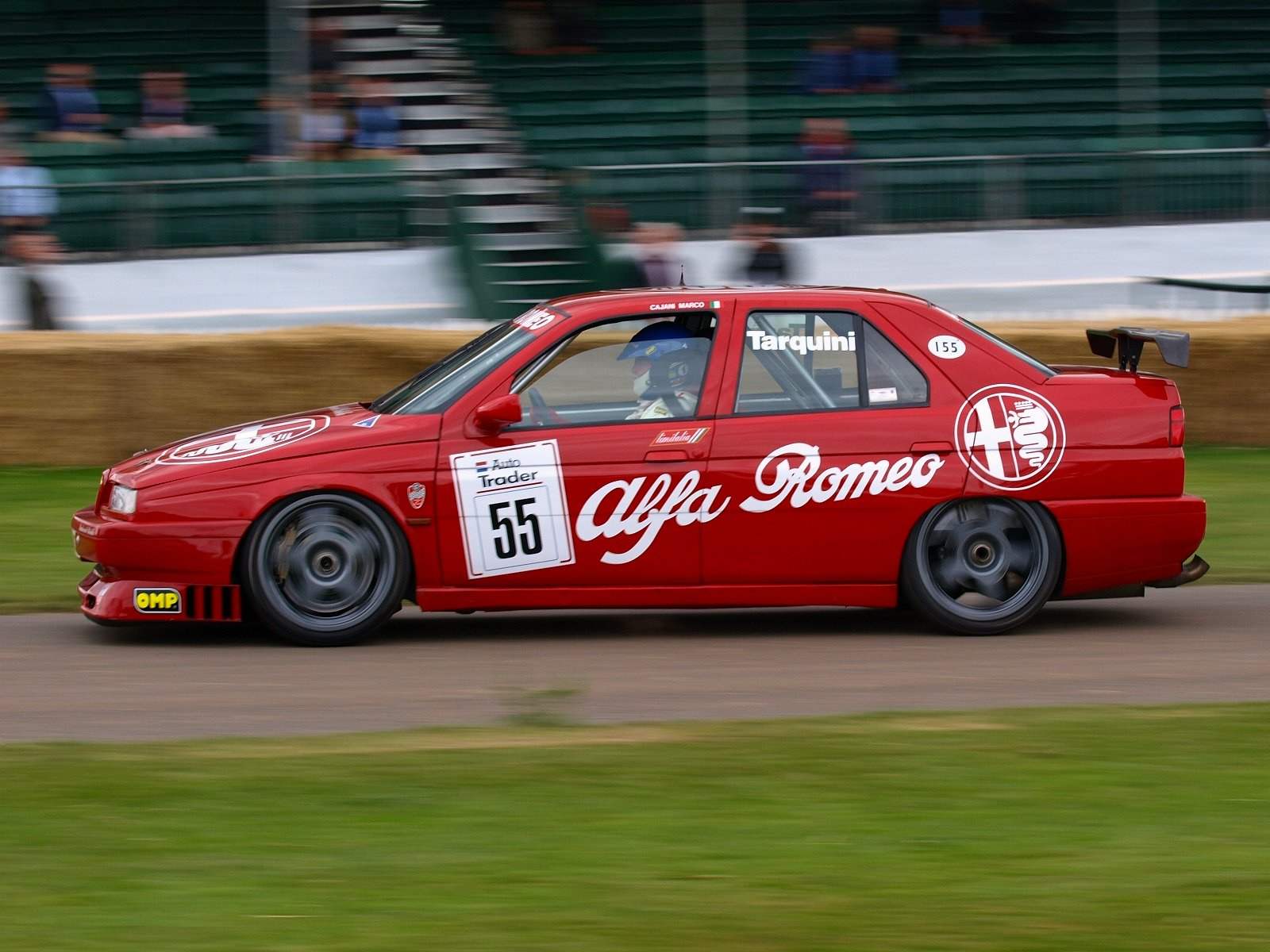
1994: Alfa Romeo 155, Gruppe A
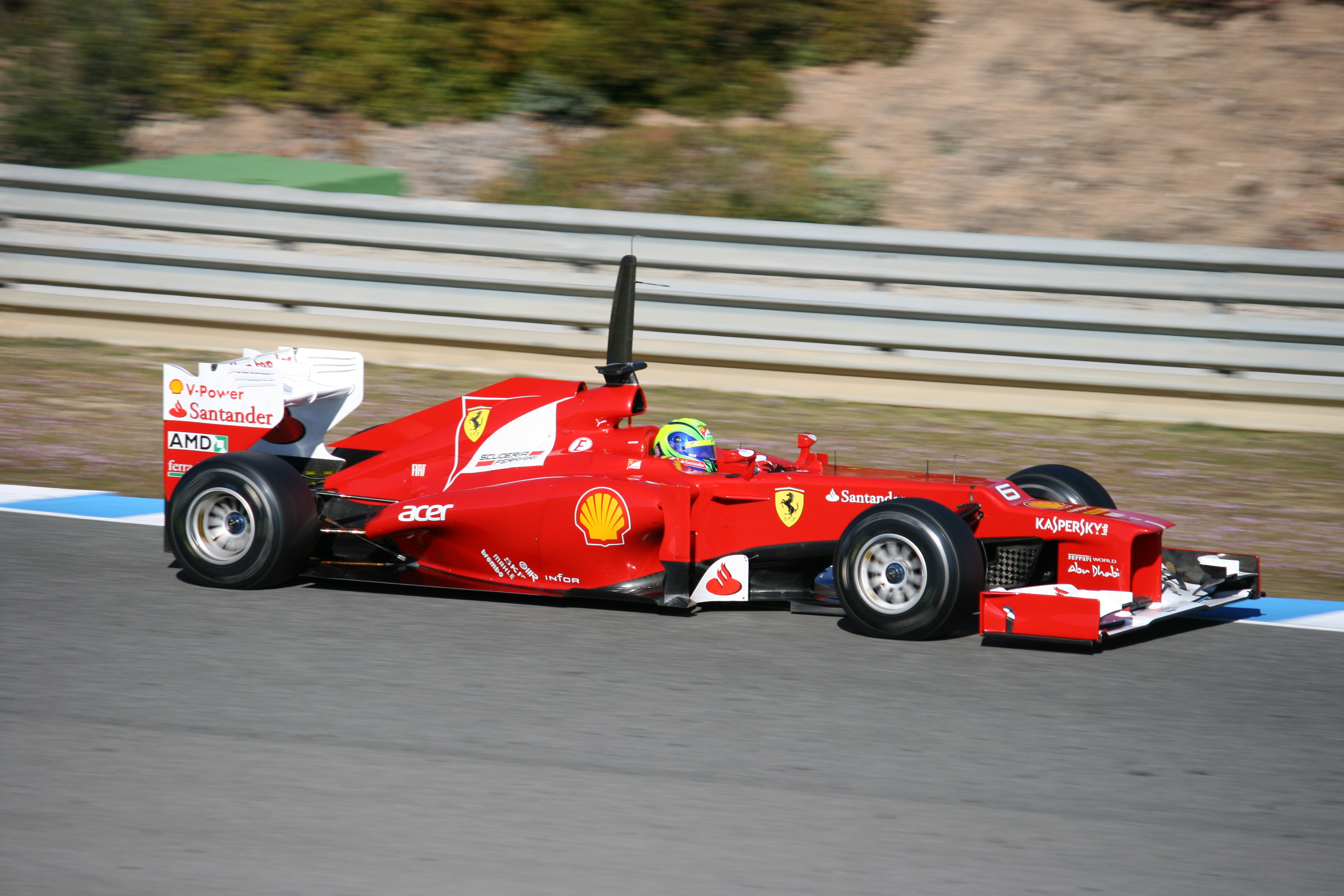
2012: Ferrari F2012, Formel 1